# Fenícia Libanesa
Fenícia Segona o Fenícia Libanesa (Phoenicia ad Libanum) fou una província romana creada al segle iv per la divisió de la província de la Síria Cele. Incloia la part interior. La capital fou Emesa i abraçava les ciutats de Damasc, Laodicea ad Libanum, Heliopolis, Abila, i Palmyra.